# Andreas Gayk
Le MS Andreas Gayk est un ancien navire à passagers d'excursion de la compagnie Kieler Verkehrs AG. Jusqu'en 2016 il a été navire musée à Eckernförde.

## Historique
L'Andreas Gayk a été construit en 1970 au chantier naval d'Husum. Le lancement a eu lieu le 21 avril 1970. Le navire a été livré à l'ancienne société Kieler Verkehrs AG le 2 juin 1970 et utilisé pour des excursions de Kiel au Danemark. Le navire a été nommé en l'honneur du maire de Kiel, Andreas Gayk. Il a été utilisé comme escorteur officiel des régates officielle lors des Jeux olympiques d'été de 1972 à Kiel.
À partir de 1976, le navire a été affrété à plusieurs reprises à Heiligenhafen sous le nom de Stadtrat Steingräber, et finalement vendu en 1982 et renommé Sunshine pour des croisières entre Eckernförde et Sönderborg. En 1985, il a été revendu et a été utilisé comme Rümm Hart I pour les croisières entre Heiligenhafen et Rødby. À la fin du mois d'avril 2004, il est utilisé sur le fjord de Flensbourg à partir d'octobre de la même année. Puis il a été placé dans différents ports jusqu'en 2010.

### Préservation
En 2010, le navire a été acquis par Rieke Boomgaarden et Wolfgang Beyer, qui souhaitent le conserver en tant que navire-musée et le transformer en musée flottant dans le cadre du port d'Eckernförde pour y retracer l'histoire des croisières en mer Baltique. Son utilisation comme restaurant ou cabaret était prévue, de même que de courtes excursions dans la baie d'Eckernförde. Les objectifs visés n'ont pas été atteints et, à la fin août 2014 le navire n'était toujours pas opérationnel avec l'expiration du permis d'amarrage, le permis de bar et de restaurant. 
Avec une injonction provisoire du tribunal administratif du Schleswig-Holstein, les propriétaires du navire ont obtenu une licence de bar et de restaurant de mai à octobre au début de 2015. En mai 2016, un règlement a été trouvé devant le tribunal régional de Kiel. Le navire doit ensuite quitter le poste à quai d'Eckernförde avant la fin du mois de septembre 2016. Si le poste d'amarrage n'est pas dégagé, les services publics municipaux pourraient faire en sorte qu'il soit remorqué, peut-être aussi pour la mise au rebut. 
Le 1er octobre 2016, le navire a été remorqué hors du port d'Eckernförde comme convenu, mais avec une destination inconnue. Quelques jours plus tard, le navire était amarré à Marstal au quai du chantier naval danois .